# 瘤木蚜蝇属
瘤木蚜蝇属（学名：Brachypalpoides）为食蚜蝇科的一个属。

## 下属物种
本属包括以下物种：
- Brachypalpoides lucidicorpus Cheng, 2012
- 黄足瘤木蚜蝇 Brachypal poidesmakiana (Shiraki, 1930)